# トウヤクリンドウ
トウヤクリンドウ（当薬竜胆、学名:Gentiana algida）はリンドウ科リンドウ属の多年草の高山植物。

## 特徴
高さは10～25 cm。花期は8～9月上旬。茎の先に長さ3～4cmの花を2～3個つける。花は淡い黄色なのが特徴的であり、花弁には緑色の斑点がある。花は日が当たらないと開かない。茎葉は対生し、長さ2～5cmの披針形～長楕円状披針形である。学名の「algida」は「寒冷な」を意味する。ドイツ人の植物学者のペーター・ジーモン・パラスが1789年に、学名を命名した。
和名のトウヤク(当薬)は薬草になるセンブリのこと。トウヤクリンドウも胃薬になることから付けられた。

## 分布
北アジアから北米にかけて分布し、日本では北海道～中部以北の高山帯の砂礫地や草地に生える。基準標本はシベリア東部などのもの。田中澄江が『花の百名山』の著書で槍ヶ岳を代表する花の一つとして紹介した。

## 近縁種
- エゾトウヤクリンドウ（蝦夷当薬竜胆　 Gentiana algida f. igarashii ）

別名がクモイリンドウ（雲居竜胆）。北海道の大雪山に分布する。トウヤクリンドウよりも小型で、花は長さ約5 cmと大きい。

## 種の保全状況評価
日本の環境省のレッドリストの指定はない。
石川県でレッドリストの絶滅危惧I類、新潟県で危急種（絶滅危惧Ⅱ類）、北海道で準絶滅危惧の種に指定されている。

## 関連画像
|    |                      |                                                |
| 花 | 蕾 常念岳・2007年8月 | 茎葉が対生し、花弁に緑の斑点 御嶽山・2010年8月 |